# Oreodera melzeri
Oreodera melzeri är en skalbaggsart som beskrevs av Monné och Lúcia Maria de Campos Fragoso 1988. Oreodera melzeri ingår i släktet Oreodera och familjen långhorningar. Inga underarter finns listade i Catalogue of Life.